# Cissus schmitzii
Cissus schmitzii là một loài thực vật hai lá mầm trong họ Nho. Loài này được Dewit miêu tả khoa học đầu tiên năm 1959.